# 부안 내소사 영산회괘불탱
부안 내소사 영산회괘불탱(扶安 來蘇寺 靈山會掛佛幀)은 대한민국 전북특별자치도 부안군 진서면 내소사에 있는 조선시대의 불화이다. 1997년 8월 8일 대한민국의 보물 제1268호로 지정되었다.

## 개요
석가가 영축산에서 설법하는 장면을 그린 영산회괘불탱으로, 괘불이란 절에서 큰 법회나 의식을 행하기 위해 법당 앞 뜰에 걸어놓고 예배를 드리는 대형 불교그림이다.
이 괘불은 길이 10.50m, 폭 8.17m로 본존불인 석가불은 중앙에 화면 가득 그리고 석가불 좌우로 문수보살과 보현보살을 배치하였으며, 그 뒤로 다보여래와 아미타여래, 관음보살, 세지보살 등의 4보살이 서 있는 7존 형식구도를 이루고 있다. 각 존상들은 둥근 얼굴에 원만한 체구를 지니며 뺨과 눈자위, 턱밑, 손과 발은 옅은 분홍색으로 처리해 밝아 보인다. 주로 붉은색과 녹색을 사용하였고 연한색을 넣어 경쾌함을 느끼게 한다.
숙종 26년(1700)에 그려진 이 괘불은 콧속의 털까지 묘사하는 선의 정밀함, 화려한 옷의 무늬와 채색으로 더욱 돋보이는 작품으로 17세기말에서 18세기초의 전형적인 특징을 보여주며 각 인물마다 명칭이 있어 불화를 연구하는데 중요한 역할을 하는 귀중한 작품이다.

## 참고 자료
- 부안 내소사 영산회괘불탱 - 국가유산청 국가유산포털